# Баскуньян, Хулио
Хулио Альберто Гонсалес Баскуньян (исп. Julio Alberto González Bascuñán; 11 июня 1978 года, Сантьяго) — чилийский футбольный судья. Судья ФИФА с 2011 года.

## Биография
Судит матчи Чемпионата Чили по футболу с 2008 года, дебютировал в высшей национальной лиге 26 января на поединке между клубами Аудакс Итальяно и Депортес Ла-Серена (0:0). На международной клубной арене дебютировал на матче Южноамериканского куба 2011 года между клубами Универсидад Католика и Депортес Икике (2:1).
Обслуживал матчи молодежного чемпионата Южной Америки, Кубка Америки по футболу 2015 года, Кубка Либертадорес.
С октября 2015 года обслуживал матчи национальных сборных в отборе к Чемпионату мира 2018 года.
В 2015 году избран в число главных судей Кубка Америки 2016 года, в рамках турнира обслуживал два матча:
- 4 июня 2016 Бразилия — Эквадор (0:0)[4]
- 11 июня 2016 США — Парагвай (1:0)[5]

В 2017 году избран в число главных судей молодежного чемпионата мира по футболу 2017,.
В 2018 году вошел в число судей для обслуживания матчей финальной стадии чемпионата мира 2018 года в России,.